# Stonska torta
Stonska torta, ranije makaruli u plato, tradicijska torta iz Dalmacije koja sadrži: orahe, mjendule, čokoladu, šećer, makarule, margarin i jaja s dodatkom kanjele i limuna.
Torta se već stoljećima u posebnim prigodama pripravlja na cijelome području bivše Dubrovačke Republike. Smatra se da je nastala u Stonu po kojemu je i dobila ime. Vrlo je vjerojatno da su se ranije umjesto čokolade koristili rogači, a umjesto margarina maslinovo ulje. Ranije su se makaruli izrađivali namatanjem tijesta na iglu za pletenje. Postoje dvojbe oko toga je li bila jelo siromaha ili bogatije vlastele. Pretpostavlja se da su mnogobrojni pelješki kapetani osiguravali skupocjene začine za pripravu torte.